# Truman-Villa
Die Truman-Villa, früher Villa Müller-Grote oder Haus Erlenkamp genannt, befindet sich in der Karl-Marx-Straße 2 in Potsdam-Babelsberg.

## Geschichte

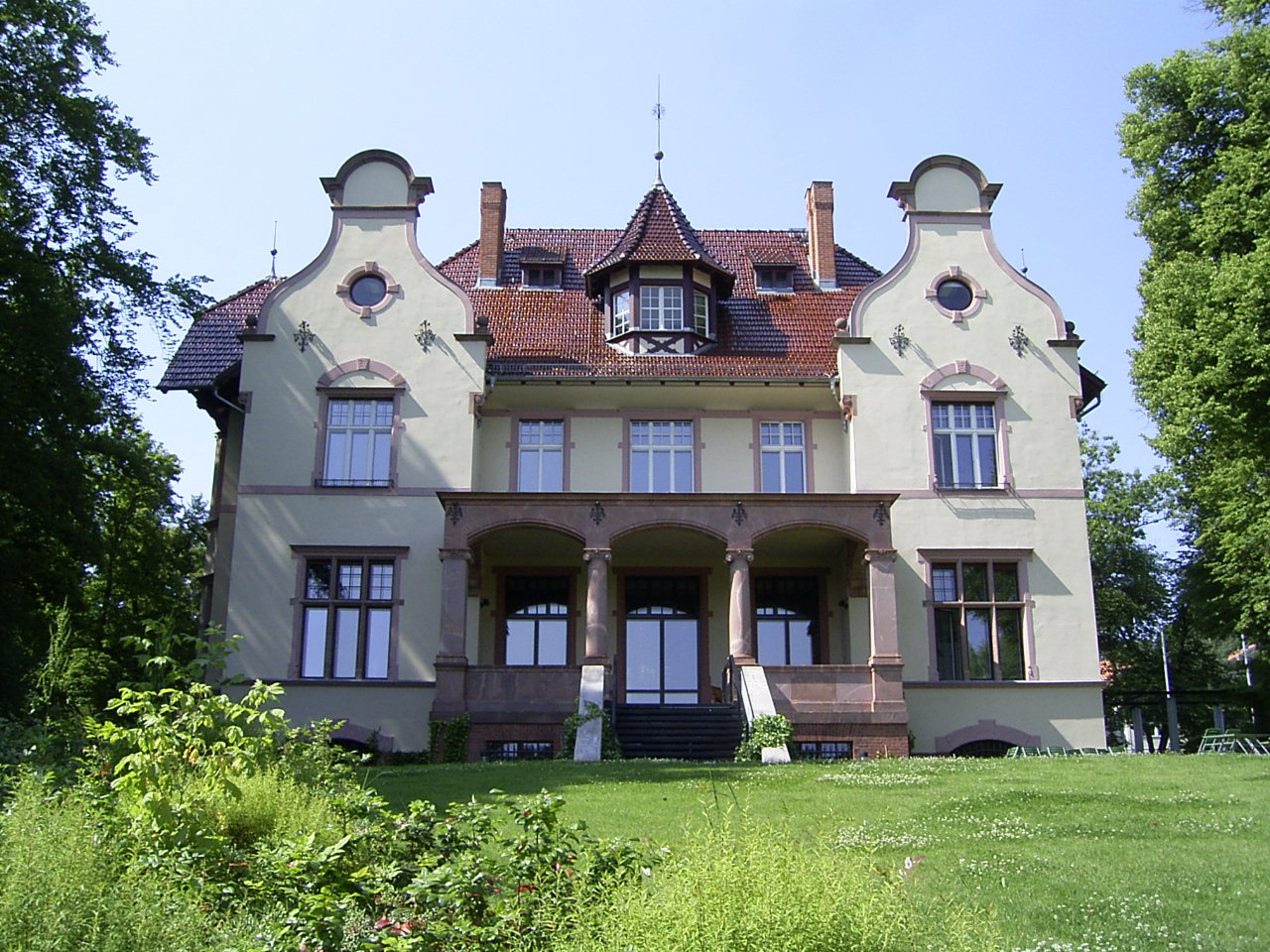
Gartenseite der Truman-Villa

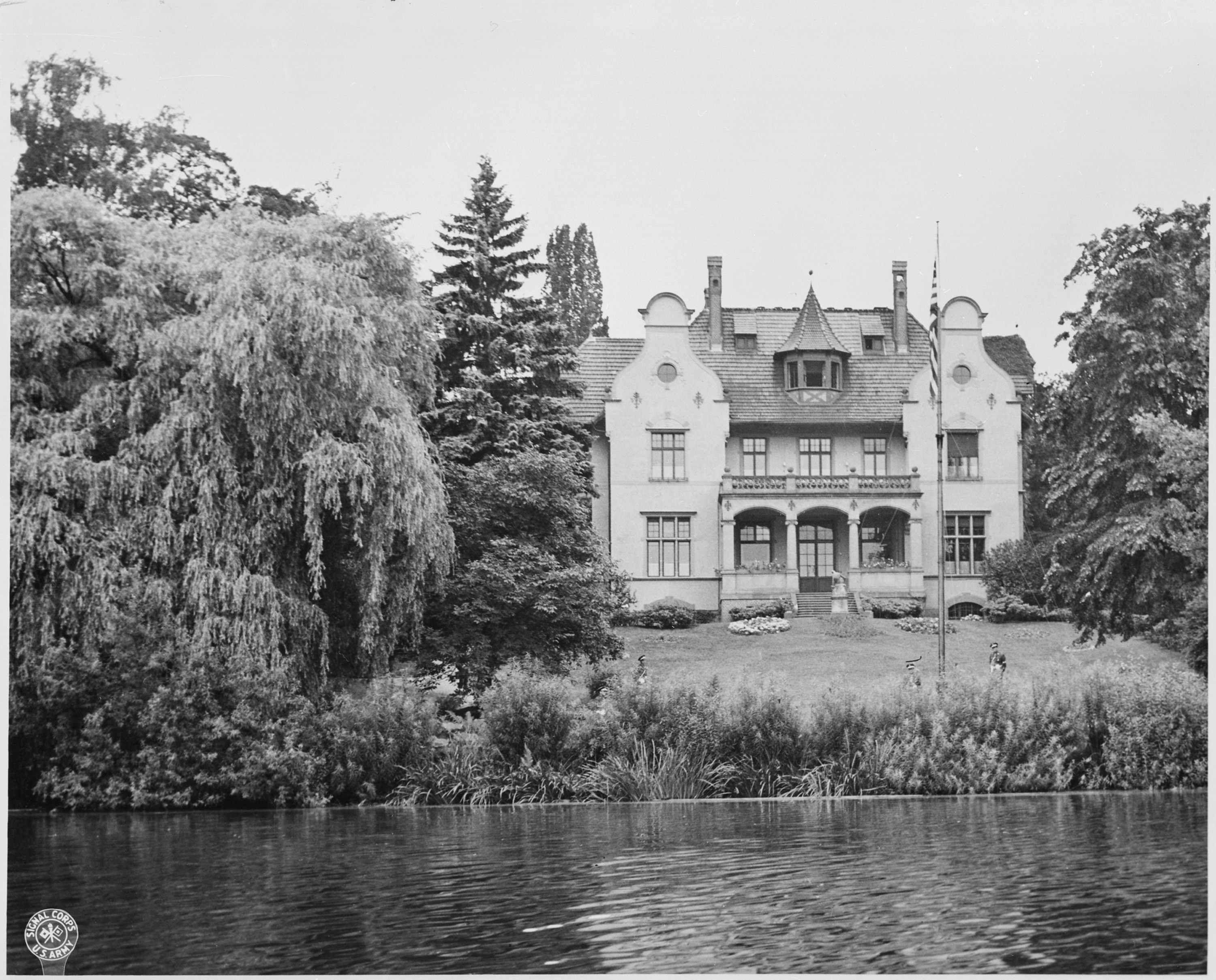
Die Truman-Villa zur Zeit der Potsdamer Konferenz, 1945

Das „Haus Erlenkamp“ in der damaligen Kaiserstraße 2 in Neubabelsberg wurde von den Architekten Karl von Großheim und Heinrich Joseph Kayser geplant und 1891 bis 1892 erbaut. Bauherr war Carl Müller-Grote (1833–1904), Eigentümer der G.Grote’schen Verlagsbuchhandlung und Verleger der Werke von Theodor Fontane. Die Villa diente ihm als Sommerresidenz und war frühzeitig Treffpunkt bedeutender Persönlichkeiten. Ein regelmäßiger Gast war Edwin Redslob, der Reichskunstwart der Weimarer Republik, der 1945 den Tagesspiegel mitbegründete.
Den Namen „Truman-Villa“ erhielt das Haus, weil der Präsident der Vereinigten Staaten Harry S. Truman während der Potsdamer Konferenz hier wohnte; deshalb und wegen ihres weißen Anstrichs erhielt die Villa auch den Beinamen „Little White House“. Vom 15. Juli 1945 an wohnte Truman für 17 Tage in der Villa zusammen mit US-Außenminister James F. Byrnes und Verteidigungsberater William D. Leahy. Von der Truman-Villa aus erließ Präsident Truman den Befehl für die Atombombenabwürfe auf Hiroshima und Nagasaki.
Bereits kurz vor der bedingungslosen Kapitulation der Wehrmacht am 8. Mai 1945 wurde das „Haus Erlenkamp“, von 1933 bis 1945 an der damaligen Straße der SA gelegen, durch die sowjetische Unterkunftsverwaltung beschlagnahmt, wobei die Bewohner zwei Stunden Zeit hatten, das Gebäude zu verlassen. Im Vorfeld der Potsdamer Konferenz wurde das Haus zu seinem Beherbergungszweck hergerichtet und danach bis zu dessen Abberufung im Frühjahr 1946 durch den Oberbefehlshaber der Sowjetischen Besatzungstruppen in Deutschland, Marschall Georgi Schukow, als Wohnquartier genutzt. Obwohl Schukow gleichzeitig Chef der Sowjetischen Militäradministration in Deutschland (SMAD) war, die ihren Sitz in Karlshorst hatte, bevorzugte er die Nähe zum Militär.
In den Jahren danach diente das Gebäude, nun an der Karl-Marx-Straße gelegen, als SED-Parteischule, als Polytechnische Oberschule (1961–1974) und als Möbellager.
Die Villa wurde, nachdem sie jahrelang auf dem Immobilienmarkt gewesen war, 1998 von der FDP-nahen politischen Friedrich-Naumann-Stiftung gekauft und von 1999 bis 2001 saniert. Vor Beginn der Baumaßnahmen hatte ein durch Brandstiftung ausgelöstes Feuer schwere Schäden insbesondere an der wertvollen Innenausstattung angerichtet. Die alte Villa wurde im Jahr 2000 durch einen modernen Bürobau ergänzt, den der Architekt Diethelm Hoffmann entwarf. Seit April 2001 hat die Stiftung hier ihren Hauptsitz.

## Architektur
Die Villa ist ein zweigeschossiger Putzbau mit gliedernden Gewänden und Gesimsen aus rotem Sandstein mit hohem Walmdach aus glasierten Dachziegeln. Die Straßenfassade mit dem Risalit der zweigeschossigen Halle ist vom englischen Landhauscharakter beeinflusst während die Gartenfassade mit eingezogener Loggia, zwei Seitenrisaliten und Schildgiebeln in Formen deutscher Neorenaissance gestaltet ist.